# ميناس (قائد بيزنطي)
ميناس هو قائد عسكري بيزنطي في القرن السابع الميلادي، اشتهر بقيادته للقوات البيزنطية في معركة الحاضر عام 637م ضد الجيش الإسلامي خلال الفتوحات الإسلامية في بلاد الشام. قاد ميناس الدفاع عن مدينة قنسرين (في شمال سوريا حالياً) في محاولة لصد تقدم المسلمين بقيادة خالد بن الوليد، وقد انتهت المعركة بهزيمة القوات البيزنطية ومقتل ميناس، مما ساهم في انهيار الدفاعات البيزنطية في المنطقة وسقوطها تحت السيطرة الإسلامية.

## السيرة العسكرية
ميناس (Minas) هو قائد عسكري بيزنطي عاش في القرن السابع الميلادي، تولّى مهاماً قيادية في منطقة سوريا أثناء الصراع العسكري بين الإمبراطورية البيزنطية والقوى الإقليمية المتقدمة في المشرق. يُذكر ميناس في المصادر التاريخية كأحد كبار قادة الحامية البيزنطية في مدينة قنسرين (الواقعة شمال بلاد الشام)، وكان مسؤولًا عن الدفاع عن المنطقة ومحيطها في مواجهة التحركات المعادية القادمة من الجنوب والشرق.
برز دوره العسكري بشكل خاص في المعركة التي دارت في منطقة الحاضر قرب قنسرين، حيث تولّى قيادة القوات البيزنطية في مواجهة تهديد مباشر للاستقرار البيزنطي في شمال الشام. عُرف عنه أنه اتبع تكتيكات دفاعية محكمة وحرص على تأمين خطوط الإمداد، إلا أن قواته تعرّضت لخسائر كبيرة خلال المواجهة، وانتهى به المطاف قتيلاً في ساحة القتال، مما أدى إلى ارتباك في القيادة العسكرية البيزنطية المحلية وتراجع نفوذ الدولة في تلك المنطقة.

## معركة الحاضر
وقعت معركة الحاضر قرب قنسرين في يونيو 637 م، وكانت من المعارك الحاسمة في الفتح الإسلامي للشام. قاد ميناس القوات البيزنطية في مواجهة جيش المسلمين، حيث استخدم خالد بن الوليد تكتيكات التفاف وهجوم مباغت مع فرسان الحرس المتحرك.
أسفرت المعركة عن هزيمة البيزنطيين ومقتل ميناس، مما أدى إلى انهيار معنوياتهم واستسلام قنسرين لاحقًا.

## الوفاة
قُتل ميناس في المعركة عام 637 م خلال الاشتباك مع الجيش الإسلامي. لا توضح المصادر من قتله بشكل مباشر، لكن يُنسب مقتله إلى خالد بن الوليد

## الأهمية التاريخية
تكمن الأهمية التاريخية لميناس في كونه أحد القادة العسكريين البيزنطيين الذين شاركوا في الدفاع عن خطوط الجبهة الشرقية للإمبراطورية البيزنطية في فترة شديدة الاضطراب خلال القرن السابع الميلادي. مثّل وجوده في مدينة قنسرين ومحاولته صد التقدم العسكري نحو الشمال نقطة مفصلية في سلسلة العمليات العسكرية التي جرت في بلاد الشام، حيث كانت المنطقة تشهد تحولات استراتيجية أثّرت على موازين القوى في شرق المتوسط.
تُعتبر مشاركته في معركة الحاضر ذات دلالة تاريخية لكونها واحدة من المواجهات التي كشفت عن حجم التحديات التي واجهتها الإمبراطورية البيزنطية في الحفاظ على نفوذها الإقليمي، وعن الصعوبات التي واجهها الجيش البيزنطي في إدارة الصراعات خارج قلب الدولة. وقد أدى مقتله خلال المعركة إلى إضعاف القيادة المحلية وتعجيل انهيار السيطرة البيزنطية على أجزاء من شمال الشام، مما يجعل اسمه حاضرًا في كتب التاريخ كمثال على التراجع العسكري البيزنطي في المشرق خلال تلك الحقبة.